# Novaja Buchtarma
Novaja Buchtarma (ryska: Новая Бухтарма) är en ort i Kazakstan.   Den ligger i oblystet Östkazakstan, i den östra delen av landet, 900 km öster om huvudstaden Astana. Novaja Buchtarma ligger 418 meter över havet och antalet invånare är 6 026.
Terrängen runt Novaja Buchtarma är kuperad åt nordväst, men åt sydost är den platt.  Trakten runt Novaja Buchtarma är nära nog obefolkad, med mindre än två invånare per kvadratkilometer. Det finns inga andra samhällen i närheten. 